# کافه شبانه
کافه شبانه (به فرانسوی: Le Café de nuit) یک نقاشی رنگ روغن است که توسط ونسان ون گوگ در سپتامبر ۱۸۸۸ در شهر ارل فرانسه کشیده شد.  
عنوان آن در قسمت پایین سمت راست زیر امضا نوشته شده‌است.
کافه‌ای که داخلش در این نقاشی تصویر شده‌است شماره ۳۰ میدان لامارتین کافهٔ دلاگرا است که توسط ژوزف مایکل و زنش ماری ژینو-که در ۱۸۸۸ مدل ونسان ون گوگ و پل گوگن در تابلو زنان ارل بود و براساس مدارک ژوزف ژینو مدل هر دو نقاش بود-اداره می‌شد.

## توصیف
نقاشی در روی بوم خشک در اندازهٔ ۳۰ که اندازه استاندارد نقاشی‌های رنگ روغن فرانسوی است کشیده شده‌است. تابلو داخل کافه را نشان می‌دهد با درگاهی که در مرکز قرار دارد و نیمی از آن با پرده پوشانده شده‌است و احتمالاً مشتریان را به بخش‌های خلوتر هدایت می‌کند.پنج مشتری در امتداد دیوار در پشت میزهایی در سمت چپ و راست نشسته اند، و پیشخدمتی با کتی سبک ، در یک طرف میز بیلیارد در وسط اتاق رو به تماشاگر ایستاده است.
پنج مشتری تصویر شده در این صحنه به عنوان:« سه آدم مست و رها شده در یک مکان عمومی [...]در کنار هم ، خواب یا گیج از شراب توصیف شده‌اند.» ." یک پژوهشگر نوشت:« کافه در تمام شب محل رفت‌وآمد افراد محلی و فاحشه‌ها بود، که در حالی که پشت میزها در ته اتاق بیکار نشسته و با هم می نوشند نمایش داده شده‌اند.» 
در تقابل اغراق‌آمیز، رنگهای روشن، سقف سبز رنگ ، دیوارهای بالایی قرمز رنگ ، درخشان، لامپهای سقف و کف زمین زرد شدید رنگ‌آمیزی شده‌است. رنگ نسبتاً انبوهی در بیشتر خطوطی از اتاق که به طرف در پشتی می‌رود به کار رفته‌است.منظره تا حدودی رو به پایین به طرف کف اتاق به نظر می‌رسد. 